# The Montevideo Times
The Montevideo Times ("El Tiempo de Montevideo" en inglés) fue un periódico de Montevideo, Uruguay escrito en inglés para la comunidad inmigrante anglófona de Uruguay.

## Historia
El periódico se estableció en 1888 con el nombre de The Riverplate Times ("El Tiempo del Río Plata" en inglés) hasta que éste se cambió en 1890 a The Montevideo Times.
Su dueño y redactor jefe era William Huskinson Denstone (1867 a 1925). El periódico fue fundamental para la comunidad británica-uruguaya y para los inversores británicos  asentados en Uruguay en esa época.
Finalmente en 1936 el periódico cerró sus operaciones.